# Felix Finkbeiner

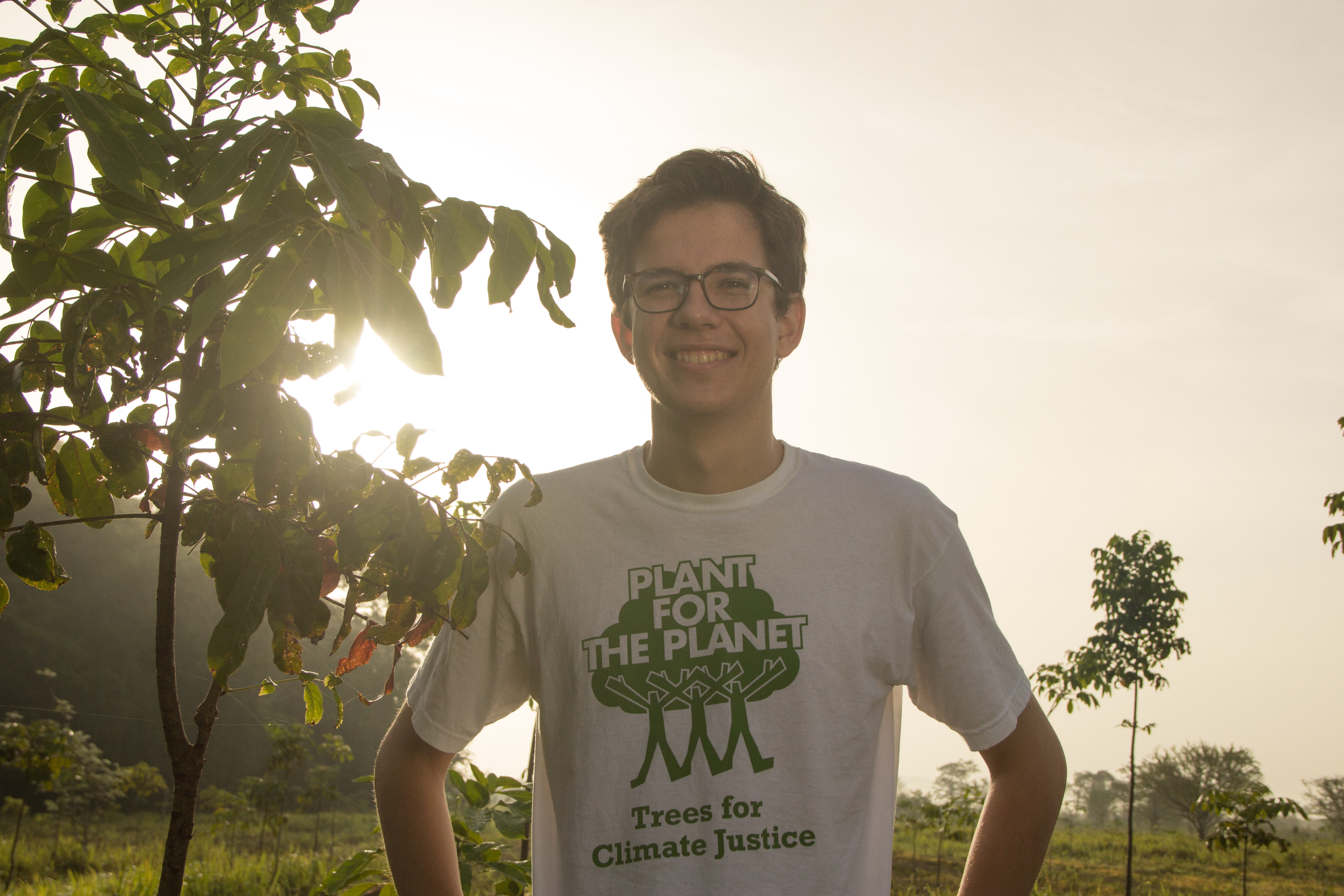
Felix Finkbeiner

Felix Maximilian Finkbeiner (* 8. Oktober 1997) ist der Gründer der Kinder- und Jugendinitiative Plant-for-the-Planet.

## Leben
Finkbeiner hat zwei Schwestern und ist der Sohn des Unternehmers und Club-of-Rome-Mitglieds Frithjof Finkbeiner und der Textilingenieurin Karolin Finkbeiner. Er ist in den bayrischen Dörfern Pähl und Uffing am Staffelsee aufgewachsen. Ab der vierten Klasse (2006–2015) besuchte er die Munich International School in Starnberg. 2018 schloss er sein Studium im Fach Internationale Beziehungen mit einem Bachelor an der School of Oriental and African Studies der Universität London ab.
Seit September 2018 promoviert er im Department für Umweltsystemwissenschaften der ETH Zürich.

## Plant-for-the-Planet
Im Januar 2007, als Felix Finkbeiner in der vierten Klasse war, hielt er ein Schulreferat über den Klimawandel, in dem er vorschlug, dass Kinder in jedem Land der Welt eine Million Bäume pflanzen sollten. Zusammen mit anderen Kindern an seiner Schule pflanzte er am 28. März 2007 einen Baum und gründete damit Plant-for-the-Planet. Nach drei Jahren pflanzte die Initiative ihren millionsten Baum.
Zehn Jahre später hatte die Organisation 130 Mitarbeiter und 70.000 Mitglieder in 67 Ländern. Plant-for-the-Planet hat über 1200 Ausbildungsworkshops organisiert, leitet die Billion Tree Campaign der UNO und arbeitet an der Wiederherstellung von 22.500 Hektar zerstörten Waldes auf der Halbinsel Yucatán in Mexiko.
Allerdings wurde 2019 und 2020 mehrfach Kritik an der Initiative laut. Anfang 2019 veröffentlichte die Wochenzeitung Die Zeit einen Artikel, in dem die veröffentlichten Pflanzzahlen und die Methoden zu deren Ermittlung hinterfragt wurden. Ende 2020 erneuerte die Zeit ihre Kritik. Sowohl die von Plant-for-the-Planet angegebenen Baumpflanzungen, als auch deren Überlebensquote, seien „unwahrscheinlich“ hoch angegeben worden. Des Weiteren stellten sich viele Angaben der Organisation nach Recherchen als „widersprüchlich, übertrieben oder schlicht falsch“ heraus. Es ergebe sich „das Bild einer intransparenten Organisation, die mit fragwürdigen Versprechen im Namen des Klimaschutzes bei Bürgern und Unternehmen Millionen Euro an Spenden sammelt.“ Felix Finkbeiner bezeichnete die Kritik am gleichen Tag in einem offenen Brief als „völliges Zerrbild“, das Sachverhalte falsch darstellen und mit Vermutungen und Unterstellungen arbeiten würde.
Finkbeiner hebt hervor, dass es Greta Thunberg gelungen ist, das Thema Klimakrise in die Mitte des gesellschaftlichen Diskurses gebracht zu haben. „Jetzt sprechen wir zum ersten Mal über Wochen jeden Tag über die Klimakrise. Und das ist ein unglaublicher Verdienst.“
Das Magazin stern führte 2021 eigene Recherchen durch, da dessen Herausgeber Gruner + Jahr einer der größten Geldgeber war. Bei der Recherche kam es zu Erkenntnissen, dass es Defizite bezüglich der Struktur der Organisation, strittiger wissenschaftlicher Fundierung, mangelnder fachlicher Begleitung und fehlender Nachprüfbarkeit von Erfolgsmeldungen gebe, deshalb ruht dessen Unterstützung.

## Auszeichnungen

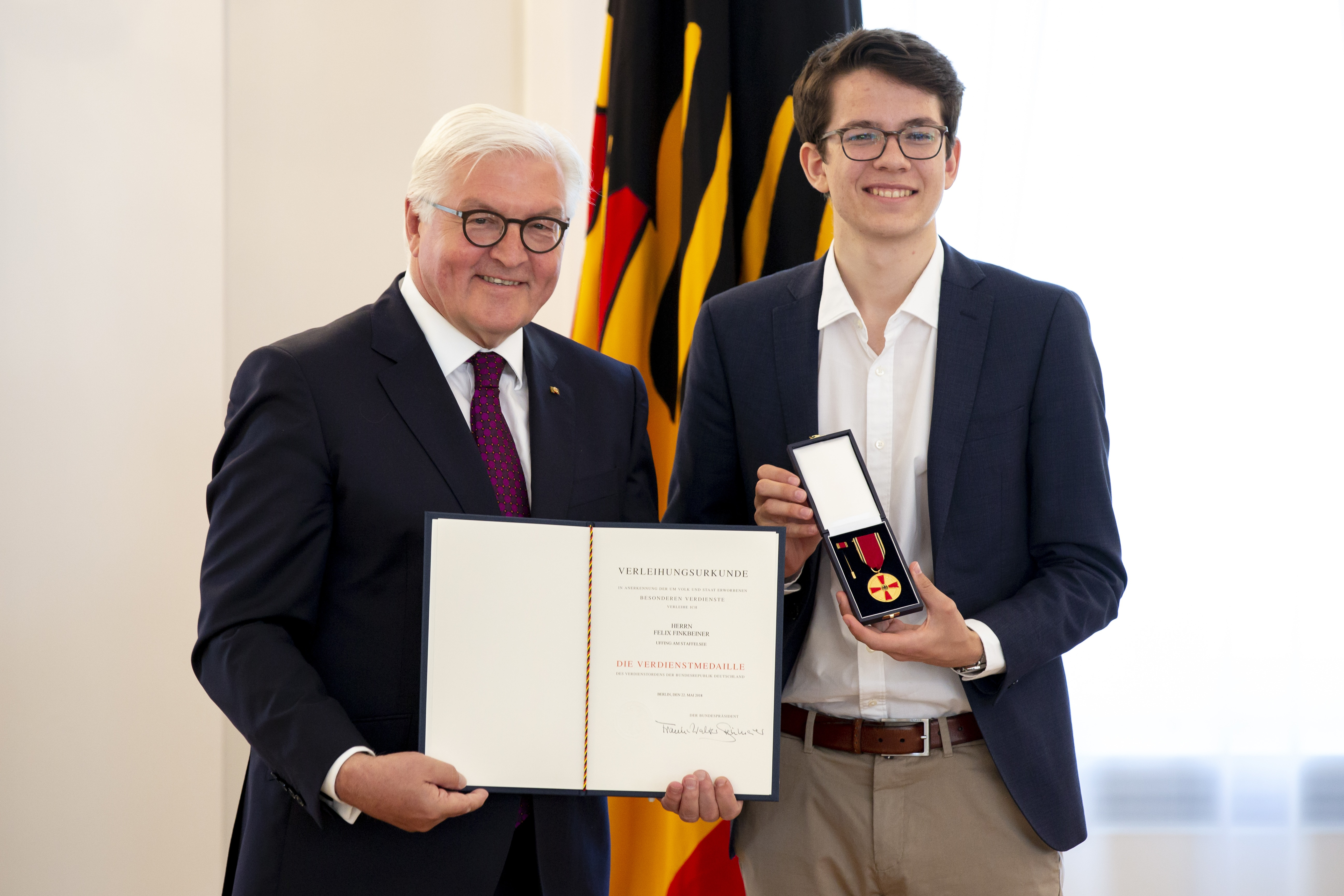
Verleihung des Bundesverdienstkreuzes durch Bundespräsident Steinmeier

2009 erhielt er die Bayerische Staatsmedaille für besondere Verdienste um die Umwelt. 2011 war er laut Guardian einer der 20 Green Giants und laut Focus einer der 100 einflussreichsten Deutschen.
2013 erhielt er den Bürgerkulturpreis des Bayerischen Landtags, ein Jahr später wurde er mit dem Deutschen Kulturpreis ausgezeichnet. Ebenfalls im Jahr 2013 wurde ihm die Reiner-Reineccius-Medaille verliehen. 2015 wurde er von Reader’s Digest zum Europäer des Jahres ernannt.
2016 wurde er von der Junior Chamber International als eine der Ten Outstanding Young Persons of the World bezeichnet. 2018 wurde ihm von Frank-Walter Steinmeier die Verdienstmedaille des Verdienstordens der Bundesrepublik Deutschland verliehen.

## Publikationen
- mit Veronika Straaß (Hrsg.): Baum für Baum. Jetzt retten wir Kinder die Welt. Oekom Verlag, München 2010, ISBN 978-3-86581-208-7.
- Jetzt retten wir Kinder die Welt. Baum für Baum. Fischer-Taschenbuch-Verlag, Frankfurt am Main 2011, ISBN 978-3-596-19277-9.
- Alles würde gut. Plant-for-the-Planet, Tutzing 2018, ISBN 978-3-9811841-2-9.
- Wunderpflanze gegen Klimakrise entdeckt. Der Baum! Warum wir für unser Überleben pflanzen müssen! Komplett-Media, Grünwald 2019, ISBN 978-3-8312-0486-1.